# Thịt kho Đông Pha
Thịt kho Đông Pha (Phồn thể: 東坡肉; Giản thể: 东坡肉; Bính âm: dōngpōròu; Hán Việt: Đông Pha nhục) là một món ăn Hàng Châu được chế biến bằng cách áp chảo rồi nấu chín thịt lợn ba chỉ. Thịt lợn được cắt dày khoảng 2 inch (5 cm) và phải có cả mỡ và thịt nạc. Da còn nguyên.và cảm giác vừa miệng nhưng không béo ngậy và món ăn thơm mùi rượu. Món ăn được đặt theo tên của nhà thơ và nhà ẩm thực thời Tống, Tô Đông Pha.